# Коржов Володимир
Коржов Володимир Леонідович (нар. 10 жовтня 1950, смт Коропець, Тернопільська область) — український науковець у галузі лісового господарства, кандидат технічних наук, старший науковий співробітник, член-кореспондент  Лісівничої академії наук України, фахівець у сфері гірських лісозаготівель, транспортування деревини, екологізації лісокористування. Перший заступник директора з наукової роботи Українського науково-дослідного інституту гірського лісівництва ім. П. С. Пастернака (УкрНДІгірліс).

## Біографія
Володимир Коржов народився 10 жовтня 1950 року в смт Коропець Монастириського району Тернопільської області. У 1972 році з відзнакою закінчив Львівський лісотехнічний інститут (нині — Національний лісотехнічний університет України) за спеціальністю «Лісоінженерна справа», здобувши кваліфікацію інженера-технолога.
Свою науково-технічну діяльність розпочав того ж року як викладач спеціальних дисциплін у Закарпатському лісотехнічному технікумі. У 1975–1977 роках працював у Карпатському філіалі УкрНДІЛГА на посадах старшого інженера та молодшого наукового співробітника.
У 1977–2000 роках працював в Івано-Франківському проектно-конструкторському технологічному інституті лісової промисловості (з 1994 — ВАТ «УкрПКТІліспром»), де обіймав посади провідного інженера, головного конструктора, головного технолога, завідувача відділу, заступника директора з наукової роботи, голови правління.
У 1994 році захистив кандидатську дисертацію на тему «Обґрунтування параметрів і технології будівництва гірських лісових автодоріг з використанням відходів виробництва» в Українському державному лісотехнічному університеті. У 2003 році отримав вчене звання старшого наукового співробітника (УкрНДІЛГА, Харків)  .
З 2000 року і до сьогодні працює в УкрНДІгірліс, де обіймає посаду першого заступника директора з наукової роботи, а також очолює лабораторію природозберігаючих лісових технологій і транспорту. За сумісництвом викладає в Карпатському регіональному навчальному центрі Держлісагентства України та Прикарпатському національному університеті ім. В. Стефаника. Загальний науково-педагогічний стаж становить понад 50 років.

## Наукова діяльність
Наукові дослідження Володимира Коржова охоплюють такі напрями:
- удосконалення технологічних процесів гірської лісозаготівлі;
- впровадження природозберігаючих технологій у лісогосподарське виробництво;
- лісівничо-екологічна  оцінка впливу машин на лісове середовище;
- розвиток і покращення лісотранспортної інфраструктури;
- оптимізація параметрів і методів проектування лісових автодоріг.

Він є автором понад 270 наукових, навчально-методичних і популярних публікацій та винаходів, включно з інструкціями, рекомендаціями та монографіями. Значну увагу приділяє впровадженню наукових розробок та створенню галузевих нормативних документів, а також бере активну участь в міжнародній співпраці у сфері сталого лісокористування. Вчений представляє Україну в заходах Карпатської конвенції, є членом її Робочої групи з сталого лісоуправління.

## Вибрані праці
1. Коржов В.Л., Тимчук Б.Й., Гайдар М.О., Медвідь С.Й. Інструкція з проектування лісових автомобільних доріг у гірських умовах Карпат / Затв. Міністерством промисловості України К.: 1994. 67 с.
2. Чернявський М.В., Швіттер Р., Ковалишин Р.В., Угрин А.І., Феннич В.С., Коржов В.Л. Наближене до природи лісівництво в Українських Карпатах.  Львів: Піраміда, 2006. 84 с.
3. Коржов В.Л. Удосконалення лісокористування як фактор запобігання кліматичних змін. Наук. праці Лісівничої академії наук України. 2011. Вип. 9. С. 189–193.
4. Čaboun V., Sačkov I., Barka I., Parpan V., Koržov V., Derbaľ J. Manažment lesa ako nástroj na zmierňovanie povodňovej hrozby. Praktická príručka. Zvolen: Narodne lesnicke centrum, 2015. 52 s.
5. Коржов В.Л., Часковський О.Г. Методологічні аспекти створення геоінформаційної системи лісових автодоріг. Наукові праці Лісівничої академії наук України. 2016. Вип. 14. С. 259–264.
6. Стиранівський О. А. Бойко А. А., Герис М. І., Коржов В. Л., Олійник М. І., Бойко М. М., Щупак А. Л. Сучасні методи проектування, будівництва та експлуатації лісових автомобільних доріг: навч. посібник. Львів: НЛТУ України, 2018. 105 с
7. Рекомендації по застосуванню природозберігаючих технологій первинного транспортування деревини з урахуванням мережі лісових доріг при переході на ландшафтно-водозбірний принцип в гірських умовах Карпат / Коржов В. Л. та ін. Збірник рекомендацій УкрНДІгіліс. Вип. 6. Івано-Франківськ: Наїр, 2020. С. 182–217.
8. Коржов В. Л. Особливості технічного стану лісових шляхів в Українських Карпатах. Наукові праці Лісівничої академії наук України. 2021. Вип. 22. С. 217–226.

## Нагороди
За високі досягнення в науковій діяльності нагороджений іменним годинником Голови Держкомлісгоспу України (2008), відзнакою «Відмінник лісового господарства України» (2010), Почесною грамотою Кабінету Міністрів України (2010) та Почесною грамотою Верховної Ради України (2015)  